# 津黒山
津黒山（つぐろせん、つぐろやま）は、岡山県と鳥取県の県境をなす山である。山と溪谷社による中国百名山の一つ。
二等三角点のある山頂は岡山県側（真庭市）にある。山域は岡山県の湯原奥津県立自然公園に指定されている。

## 地勢
中生代の火山活動の安山岩によって形成された山で、中国山地の作北山地に属する。2つの頂をもち、岡山側の山頂には二等三角点が設けられている。そこから数百メートル東の頂は、岡山県真庭市（旧真庭郡中和村）、鏡野町（苫田郡）、鳥取県三朝町の県境・郡境になっている。旧中和村では津黒山が村のシンボルとされており、村歌の歌詞に盛り込まれていた。
一級河川の水源として、北面の鳥取県側には天神川の源流があり、岡山県側では西面に吉井川の支流である若曽川や羽出西谷川、東・南面には旭川の支流である津黒川や山乗川の源流域がある。北側では山陰特有の多雨雪による侵食が激しく急峻な地形を成しているが、岡山県側は比較的なだらかな山容である。標高900メートルを超える緩やかな斜面地では、太平洋戦争以前は和牛の放牧が行われていたが、廃されてヒノキやカラマツの植林が行われている。
山峰は東西に続いており、北東側へは大谷峠、田代峠をはさんで人形仙へ至る。北西側には仏ヶ仙、犬挟峠を経て蒜山三山へ連なっている。

## 山名の由来
由来には諸説ある。
『新日本山岳誌』は、山容が刈り取り後の稲を干すために積んでおく「稲むら（稲叢）」に似ており、稲むらを現地の方言で「つぐろ」と言うことに因むという説を紹介している。
『日本山岳ルーツ辞典』では、津黒山を源泉とする竹田川（鳥取県の天神川の異名）上流の船着場（古名で津）と、噴火により山体が黒く見えることに由来するという説を採用している。

## 津黒高原
常緑広葉樹林が広がる岡山県側の北西斜面の標高600-700メートル付近は津黒高原と称し、スキー場、キャンプ場、自然公園、宿泊施設（国民宿舎）などが整備されている。

## 登山ルート
岡山県側にある津黒高原スキー場から広域基幹林道美作北2号線を数百メートル上った付近に駐車場を備えた登山口がある。鳥取県側からは鳥取県道283号で三朝町大谷から大谷峠を越えて同林道へ至る。
登山口から約1時間で緩やかな草原をなす開けた山頂に出る。